# 涞水城隍庙
涞水城隍庙，位于中国河北省保定市城内，为保定市涞水县的一个省级文物保护单位，类型为古建筑，公布时间为1993年7月15日。
涞水城隍庙的历史年代为明代。